# 海草 (食品)

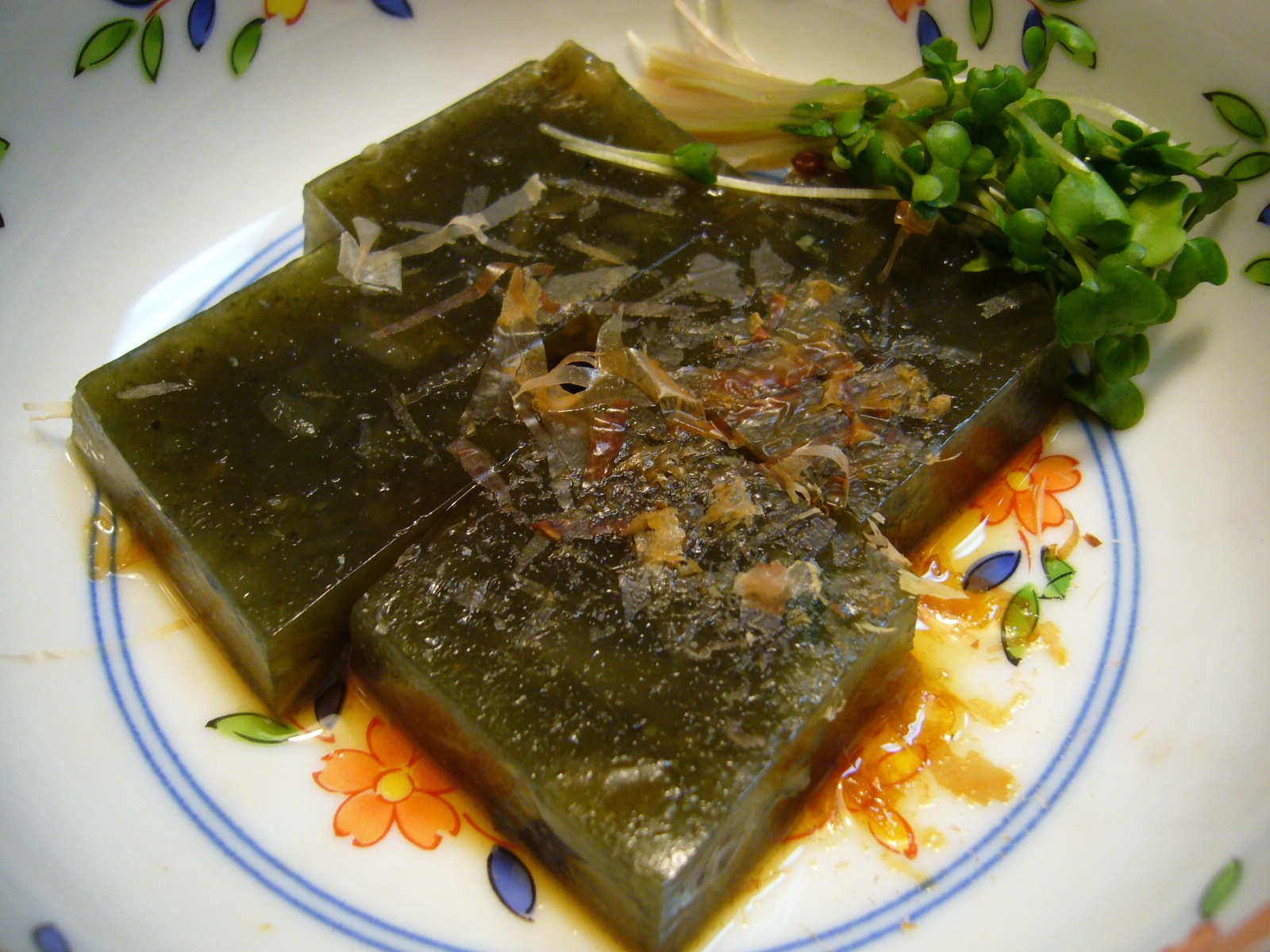
海草（かいそう）

海草（かいそう）とは、千葉県銚子市を中心とした千葉県東部から茨城県南東部にかけて伝わる海藻を使った郷土料理。海藻こんにゃくともいう。

## 概要
銚子の海岸で採ることができる紅藻類の海藻のコトジツノマタ（琴柱角叉、学名:Chondrus elatus）、もしくはツノマタ（角叉、学名:C. ocellatus）を煮溶かして型に入れ固めた食品（凝固成分はカラギーナン）。千葉県東部地方ではお正月に出される料理のひとつである。食べ方としては、ネギ、鰹節、唐辛子などと合わせ醤油やポン酢をかけて食べる。酒のつまみとしても食べられている。
千葉県東部地方のスーパーなどでは、「海草」という名前で乾燥させたコトジツノマタを袋詰めしたものや、容器に「海草」がパックされたものが販売されている。